# مردانگی‌دوستی و زنانگی‌دوستی

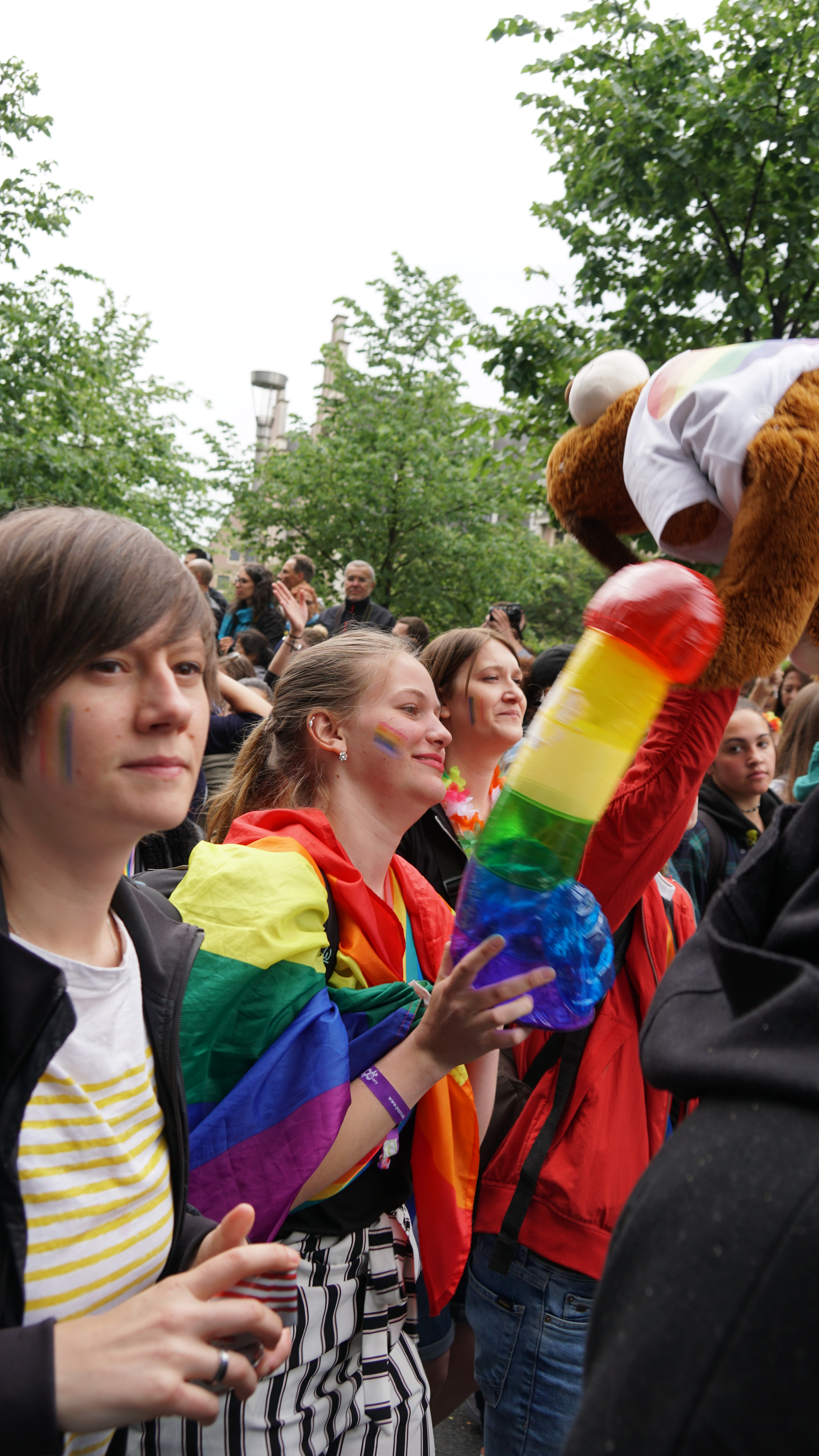

مردانگی دوستی و زنانگی دوستی (به انگلیسی: Androphilia and gynephilia) اصطلاحاتی هستند که در علوم رفتاری برای توصیف گرایش جنسی به‌عنوان جایگزینی برای مفهوم‌سازی همجنس‌گرایانه و دگرجنس‌گرای دوتایی جنسیتی استفاده می‌شوند. مردانگی دوستی جذابیت جنسی برای مردان یا مردانگی را توصیف می‌کند. زنانگی دوستی، جاذبه جنسی به زنان یا زنانگی را توصیف می‌کند. آمبیفیلیا نیز ترکیبی از آندروفیلیا و ژنفیلیا را در یک فرد معین یا دوجنس گرایی توصیف می‌کند. en:Androphilia and gynephilia#cite note-diamond2010-2
این اصطلاحات برای شناسایی اشیاء جذابیت یک فرد بدون نسبت دادن تخصیص جنسی یا هویت جنسی به آن شخص استفاده می‌شود. در عین حال ممکن است هنگام توصیف افراد بین‌جنسیتی و تراجنسیتی، به‌ویژه افرادی که غیردودویی هستند، نیز استفاده شود. en:Androphilia and gynephilia#cite note-3

## علاقه جنسی در بزرگسالان
بر اساس نظر هیرشفلد، آندروفیلیا و ژنفیلیا گاهی در طبقه‌بندی‌هایی استفاده می‌شوند که علایق جنسی را بر اساس محدوده سنی مشخص می‌کنند، که جان مانی آن را کرونوفیلی نامید. در این گونه طرح‌ها، کشش جنسی به بزرگسالان تله‌وفیلی یا بزرگسالان دوستی نامیده می‌شود. در این زمینه، مردانگی دوستی و زنانگی دوستی به ترتیب به معنای «جذب برای مردان بالغ» و «جذب برای زنان بالغ» هستند. دنیس هویت روان‌شناس می‌نویسد:
تعریف اساساً یک موضوع تئوری است، نه صرفاً طبقه‌بندی، زیرا طبقه‌بندی بر یک نظریه دلالت دارد، صرف نظر از اینکه چقدر ابتدایی باشد. فروند و همکاران (۱۹۸۴) از کلمات لاتین برای طبقه‌بندی جذابیت جنسی بر اساس ابعاد جنسیت و سن استفاده کرد:
ژنفیلیا. علاقه جنسی در زنان بالغ از نظر جسمی
آندروفیلیا علاقه جنسی در مردان بالغ از نظر جسمی en:Androphilia and gynephilia#cite note-howitt1995-19

## مقیاس‌های مردانگی‌دوستی و زنانگی‌دوستی
مقیاس ۹ ماده‌ای ژنفیلیا برای اندازه‌گیری علاقه شهوانی در زنان بالغ و ۱۳ ماده آندروفیلیا برای اندازه‌گیری علاقه شهوانی در مردان بالغ ساخته شده‌است. این ترازو توسط کرت فروند و بتی اشتاینر در سال ۱۹۸۲ ساخته شد. آنها بعداً توسط ری بلانچارد در سال ۱۹۸۵ به‌عنوان شاخص آندروفیلیا-ژنفیلیا اصلاح شده (MAGI) اصلاح شدند.